# Lista postaci serialu The Flash
Lista postaci występujących w amerykańskim serialu Flash (2014).

## Główni bohaterowie

### Barry Allen/Flash
Jest grany przez Granta Gustina.
| Wystąpienia: Sezon 1: 1. Pilot 2. The Fastest Man Alive 3. Things You Can't Outrun 4. Going Rogue 5. Plastique 6. The Flash is Born 7. Power Outage 8. Flash vs. Arrow 9. The Man in the Yellow Suit 10. Revenge of the Rogues 11. The Sound and the Fury 12. Crazy For You 13. Nuclear Man 14. Fallout 15. Out of Time 16. Rogue Time 17. Tricksters 18. All Star Team Up 19. Who is Harrison Wells? 20. The Trap 21. Grodd Lives 22. Rogue Air 23. Fast Enough Sezon 2: 1. The Man Who Saved Central City 2. Flash of Two Worlds 3. Family of Rogues 4. The Fury of Firestorm 5. The Darkness and the Light 6. Enter Zoom 7. Gorilla Warfare 8. Legends of Today 9. Running to Stand Still 10. Potential Energy 11. The Reverse-Flash Returns 12. Fast Lane 13. Welcome to Earth-2 14. Escape From Earth-2 15. King Shark 16. Trajectory 17. Flash Backs 18. Versus Zoom 19. Back to Normal 20. Rupture 21. The Runaway Dinosaur 22. Invincible 23. The Race of His Life Sezon 3: 1. Flashpoint 2. Paradox 3. Magenta 4. The New Rogues 5. Monster 6. Shade 7. Killer Frost 8. Invasion! 9. The Present 10. Borrowing Problems From the Future 11. Dead or Alive 12. Untouchable 13. Attack on Gorilla City 14. Attack on Central City 15. The Wrath of Savitar 16. Into the Speed Force 17. Duet 18. Abra Kadabra 19. The Once and the Future Flash 20. I Know Who You Are 21. Cause and Effect 22. Infantino Street 23. Finish Line Sezon 4: 1. The Flash Reborn 2. Mixed Signals 3. Luck Be a Lady 4. Elongated Journey Into Night 5. Girls Night Out 6. When Harry Met Harry 7. Therefore I Am 8. Crisis on Earth-X, Part 3 9. Don't Run 10. The Trial of the Flash 11. The Elongated Knight Rises 12. Honey, I Shrunk Team Flash 13. True Colors 14. Subject 9 15. Enter Flashtime 16. Run Iris, Run 17. Null and Annoyed 18. Lose Yourself 19. Fury Rogue 20. Therefore She Is 21. Harry and the Harrisons 22. Think Fast 23. We Are the Flash Sezon 5: 1. Nora 2. Blocked 3. The Death of Vibe 4. News Flash 5. All Doll'd Up 6. The Icicle Cometh 7. O Come, All Ye Thankful 8. What's Past is Prologue 9. Elseworlds, Part 1 10. The Flash & the Furious 11. Seeing Red 12. Memorabilia 13. Goldfaced 14. Cause and XS 15. King Shark vs. Gorilla Grodd 16. Failure is an Orphan 17. Time Bomb 18. Godspeed 19. Snow Pack 20. Gone Rogue 21. The Girl with the Red Lightning 22. Legacy Sezon 6 1. Into the Void 2. The Flash of Lightning 3. Dead Man Running 4. There Will Be Blood 5. Kiss Kiss Breach Breach 6. License to Elongate 7. The Last Temptation of Barry Allen, Part 1 8. The Last Temptation of Barry Allen, Part 2 9. Crisis on Infinite Earths: Part Three 10. Marathon 11. Love Is A Battlefield 12. A Girl Named Sue 13. Grood Friended Me 14. Death of the Speed Force 15. The Exorcism of Nash Wells 16. So Long and Goodnight |

### Iris West-Allen
Jest grana przez Candice Patton.
| Wystąpienia: Sezon 1: 1. Pilot 2. The Fastest Man Alive 3. Things You Can't Outrun 4. Going Rogue 5. Plastique 6. The Flash is Born 7. Power Outage 8. Flash vs. Arrow 9. The Man in the Yellow Suit 10. Revenge of the Rogues 11. The Sound and the Fury 12. Crazy For You 13. Nuclear Man 14. Fallout 15. Out of Time 16. Rogue Time 17. Tricksters 18. All Star Team Up 19. Who is Harrison Wells? 20. The Trap 21. Grodd Lives 22. Rogue Air 23. Fast Enough Sezon 2: 1. The Man Who Saved Central City 2. Flash of Two Worlds 3. Family of Rogues 4. The Fury of Firestorm 5. The Darkness and the Light 6. Enter Zoom 7. Gorilla Warfare 8. Legends of Today 9. Running to Stand Still 10. Potential Energy 11. The Reverse-Flash Returns 12. Fast Lane 13. Welcome to Earth-2 14. Escape From Earth-2 15. King Shark 16. Trajectory 17. Flash Backs 18. Versus Zoom 19. Back to Normal 20. Rupture 21. The Runaway Dinosaur 22. Invincible 23. The Race of His Life Sezon 3: 1. Flashpoint 2. Paradox 3. Magenta 4. The New Rogues 5. Monster 6. Shade 7. Killer Frost 8. Invasion! 9. The Present 10. Borrowing Problems From the Future 11. Dead or Alive 12. Untouchable 13. Attack on Gorilla City 14. Attack on Central City 15. The Wrath of Savitar 16. Into the Speed Force 17. Duet 18. Abra Kadabra 19. The Once and the Future Flash 20. I Know Who You Are 21. Cause and Effect 22. Infantino Street 23. Finish Line Sezon 4: 1. The Flash Reborn 2. Mixed Signals 3. Luck Be a Lady 4. Elongated Journey Into Night 5. Girls Night Out 6. When Harry Met Harry 7. Therefore I Am 8. Crisis on Earth-X, Part 3 9. Don't Run 10. The Trial of the Flash 11. The Elongated Knight Rises 12. Honey, I Shrunk Team Flash 13. True Colors 14. Subject 9 15. Enter Flashtime 16. Run Iris, Run 17. Null and Annoyed 18. Lose Yourself 19. Fury Rogue 20. Therefore She Is 21. Harry and the Harrisons 22. Think Fast 23. We Are the Flash Sezon 5: 1. Nora 2. Blocked 3. The Death of Vibe 4. News Flash 5. All Doll'd Up 6. The Icicle Cometh 7. O Come, All Ye Thankful 8. What's Past is Prologue 9. Elseworlds, Part 1 10. The Flash & the Furious 11. Seeing Red 12. Memorabilia 13. Goldfaced 14. Cause and XS 15. King Shark vs. Gorilla Grodd 16. Failure is an Orphan 17. Time Bomb 18. Godspeed 19. Snow Pack 20. Gone Rogue 21. The Girl with the Red Lightning 22. Legacy Sezon 6 1. Into the Void 2. The Flash of Lightning 3. Dead Man Running 4. There Will Be Blood 5. Kiss Kiss Breach Breach 6. License to Elongate 7. The Last Temptation of Barry Allen, Part 1 8. The Last Temptation of Barry Allen, Part 2 9. Crisis on Infinite Earths: Part Three 10. Marathon 11. Love Is A Battlefield 12. A Girl Named Sue 13. Grood Friended Me 14. Death of the Speed Force |

### Caitlin Snow/Killer Frost
Jest grana przez Danielle Panabaker.
| Wystąpienia: Sezon 1: 1. Pilot 2. The Fastest Man Alive 3. Things You Can't Outrun 4. Going Rogue 5. Plastique 6. The Flash is Born 7. Power Outage 8. Flash vs. Arrow 9. The Man in the Yellow Suit 10. Revenge of the Rogues 11. The Sound and the Fury 12. Crazy For You 13. Nuclear Man 14. Fallout 15. Out of Time 16. Rogue Time 17. Tricksters 18. All Star Team Up 19. Who is Harrison Wells? 20. The Trap 21. Grodd Lives 22. Rogue Air 23. Fast Enough Sezon 2: 1. The Man Who Saved Central City 2. Flash of Two Worlds 3. Family of Rogues 4. The Fury of Firestorm 5. The Darkness and the Light 6. Enter Zoom 7. Gorilla Warfare 8. Legends of Today 9. Running to Stand Still 10. Potential Energy 11. The Reverse-Flash Returns 12. Fast Lane 13. Welcome to Earth-2 14. Escape From Earth-2 15. King Shark 16. Trajectory 17. Flash Backs 18. Versus Zoom 19. Back to Normal 20. Rupture 21. The Runaway Dinosaur 22. Invincible 23. The Race of His Life Sezon 3: 1. Flashpoint 2. Paradox 3. Magenta 4. The New Rogues 5. Monster 6. Shade 7. Killer Frost 8. Invasion! 9. The Present 10. Borrowing Problems From the Future 11. Dead or Alive 12. Untouchable 13. Attack on Gorilla City 14. Attack on Central City 15. The Wrath of Savitar 16. Into the Speed Force 17. Duet 18. Abra Kadabra 19. The Once and the Future Flash 20. I Know Who You Are 21. Cause and Effect 22. Infantino Street 23. Finish Line Sezon 4: 1. The Flash Reborn 2. Mixed Signals 3. Luck Be a Lady 4. Elongated Journey Into Night 5. Girls Night Out 6. When Harry Met Harry 7. Therefore I Am 8. Crisis on Earth-X, Part 3 9. Don't Run 10. The Trial of the Flash 11. The Elongated Knight Rises 12. Honey, I Shrunk Team Flash 13. True Colors 14. Subject 9 15. Enter Flashtime 16. Run Iris, Run 17. Null and Annoyed 18. Lose Yourself 19. Fury Rogue 20. Therefore She Is 21. Harry and the Harrisons 22. Think Fast 23. We Are the Flash Sezon 5: 1. Nora 2. Blocked 3. The Death of Vibe 4. News Flash 5. All Doll'd Up 6. The Icicle Cometh 7. O Come, All Ye Thankful 8. What's Past is Prologue 9. Elseworlds, Part 1 10. The Flash & the Furious 11. Seeing Red 12. Memorabilia 13. Goldfaced 14. Cause and XS 15. King Shark vs. Gorilla Grodd 16. Failure is an Orphan 17. Time Bomb 18. Godspeed 19. Snow Pack 20. Gone Rogue 21. The Girl with the Red Lightning 22. Legacy Sezon 6 1. Into the Void 2. The Flash of Lightning 3. Dead Man Running 4. There Will Be Blood 5. Kiss Kiss Breach Breach 6. License to Elongate 7. The Last Temptation of Barry Allen, Part 1 8. The Last Temptation of Barry Allen, Part 2 9. Crisis on Infinite Earths: Part Three 10. Marathon 11. Love Is A Battlefield 12. Grood Friended Me 13. Death of the Speed Force 14. The Exorcism of Nash Wells |

### Cisco Ramon/Vibe
Jest grany przez Carlosa Valdesa.
| Wystąpienia: Sezon 1: 1. Pilot 2. The Fastest Man Alive 3. Things You Can't Outrun 4. Going Rogue 5. Plastique 6. The Flash is Born 7. Power Outage 8. Flash vs. Arrow 9. The Man in the Yellow Suit 10. Revenge of the Rogues 11. The Sound and the Fury 12. Crazy For You 13. Nuclear Man 14. Fallout 15. Out of Time 16. Rogue Time 17. Tricksters 18. All Star Team Up 19. Who is Harrison Wells? 20. The Trap 21. Grodd Lives 22. Rogue Air 23. Fast Enough Sezon 2: 1. The Man Who Saved Central City 2. Flash of Two Worlds 3. Family of Rogues 4. The Fury of Firestorm 5. The Darkness and the Light 6. Enter Zoom 7. Gorilla Warfare 8. Legends of Today 9. Running to Stand Still 10. Potential Energy 11. The Reverse-Flash Returns 12. Fast Lane 13. Welcome to Earth-2 14. Escape From Earth-2 15. King Shark 16. Trajectory 17. Flash Backs 18. Versus Zoom 19. Back to Normal 20. Rupture 21. The Runaway Dinosaur 22. Invincible 23. The Race of His Life Sezon 3: 1. Flashpoint 2. Paradox 3. Magenta 4. The New Rogues 5. Monster 6. Shade 7. Killer Frost 8. Invasion! 9. The Present 10. Borrowing Problems From the Future 11. Dead or Alive 12. Untouchable 13. Attack on Gorilla City 14. Attack on Central City 15. The Wrath of Savitar 16. Into the Speed Force 17. Duet 18. Abra Kadabra 19. The Once and the Future Flash 20. I Know Who You Are 21. Cause and Effect 22. Infantino Street 23. Finish Line Sezon 4: 1. The Flash Reborn 2. Mixed Signals 3. Luck Be a Lady 4. Elongated Journey Into Night 5. Girls Night Out 6. When Harry Met Harry 7. Therefore I Am 8. Crisis on Earth-X, Part 3 9. Don't Run 10. The Trial of the Flash 11. The Elongated Knight Rises 12. Honey, I Shrunk Team Flash 13. True Colors 14. Subject 9 15. Enter Flashtime 16. Run Iris, Run 17. Null and Annoyed 18. Lose Yourself 19. Fury Rogue 20. Therefore She Is 21. Harry and the Harrisons 22. Think Fast 23. We Are the Flash Sezon 5: 1. Nora 2. Blocked 3. The Death of Vibe 4. All Doll'd Up 5. The Icicle Cometh 6. O Come, All Ye Thankful 7. What's Past is Prologue 8. Elseworlds, Part 1 9. The Flash & the Furious 10. Memorabilia 11. Cause and XS 12. King Shark vs. Gorilla Grodd 13. Failure is an Orphan 14. Time Bomb 15. Godspeed 16. Gone Rogue 17. The Girl with the Red Lightning 18. Legacy Sezon 6 1. Into the Void 2. The Flash of Lightning 3. Dead Man Running 4. There Will Be Blood 5. Kiss Kiss Breach Breach 6. The Last Temptation of Barry Allen, Part 1 7. The Last Temptation of Barry Allen, Part 2 8. Crisis on Infinite Earths: Part Three 9. Marathon 10. Death of the Speed Force 11. The Exorcism of Nash Wells 12. So Long and Goodnight |

### Eddie Thawne
Jest grany przez Ricka Cosnetta.
| Wystąpienia: Sezon 1: 1. Pilot 2. The Fastest Man Alive 3. Things You Can't Outrun 4. Going Rogue 5. Plastique 6. The Flash is Born 7. Power Outage 8. Flash vs. Arrow 9. The Man in the Yellow Suit 10. Revenge of the Rogues 11. The Sound and the Fury 12. Crazy For You 13. Nuclear Man 14. Fallout 15. Out of Time 16. Rogue Time 17. Tricksters 18. All Star Team Up 19. Who is Harrison Wells? 20. The Trap 21. Grodd Lives 22. Rogue Air 23. Fast Enough Sezon 2: 1. The Man Who Saved Central City (wizja) 2. Flash Backs (przeszłość) Sezon 3: 1. Into the Speed Force (jako Speed Force) |

### Eobard Thawne/Reverse-Flash
Jest grany przez Toma Cavanagha i Matta Letschera.
| Wystąpienia: Sezon 1: 1. Pilot 2. The Fastest Man Alive 3. Things You Can't Outrun 4. Going Rogue 5. Plastique 6. The Flash is Born 7. Power Outage 8. Flash vs. Arrow 9. The Man in the Yellow Suit 10. Revenge of the Rogues 11. The Sound and the Fury 12. Crazy For You 13. Nuclear Man 14. Fallout 15. Out of Time 16. Rogue Time 17. Tricksters 18. All Star Team Up 19. Who is Harrison Wells? 20. The Trap 21. Grodd Lives 22. Rogue Air 23. Fast Enough Sezon 2: 1. The Man Who Saved Central City (wizja; nagranie) 2. Potential Energy 3. The Reverse-Flash Returns 4. The Race of His Life Sezon 3: 1. Flashpoint Sezon 4: 1. Therefore I Am (wspomnienie) 2. Crisis on Earth-X, Part 3 Sezon 5: 1. Nora (wspomnienie) 2. What's Past is Prologue 3. The Flash & the Furious 4. Memorabilia 5. Goldfaced 6. Cause and XS 7. Failure is an Orphan 8. Time Bomb 9. Godspeed 10. Snow Pack Sezon 6 1. The Last Temptation of Barry Allen, Part 1 (wizja) 2. Grood Friended Me (wizja) 3. Death of the Speed Force 4. The Exorcism of Nash Wells |

### Joe West
Jest grany przez Jesse L. Martina.
| Wystąpienia: Sezon 1: 1. Pilot 2. The Fastest Man Alive 3. Things You Can't Outrun 4. Going Rogue 5. Plastique 6. The Flash is Born 7. Power Outage 8. Flash vs. Arrow 9. The Man in the Yellow Suit 10. Revenge of the Rogues 11. The Sound and the Fury 12. Crazy For You 13. Nuclear Man 14. Fallout 15. Out of Time 16. Rogue Time 17. Tricksters 18. All Star Team Up 19. Who is Harrison Wells? 20. The Trap 21. Grodd Lives 22. Rogue Air 23. Fast Enough Sezon 2: 1. The Man Who Saved Central City 2. Flash of Two Worlds 3. Family of Rogues 4. The Fury of Firestorm 5. The Darkness and the Light 6. Enter Zoom 7. Gorilla Warfare 8. Legends of Today 9. Running to Stand Still 10. Potential Energy 11. The Reverse-Flash Returns 12. Fast Lane 13. Welcome to Earth-2 14. Escape From Earth-2 15. King Shark 16. Trajectory 17. Flash Backs 18. Versus Zoom 19. Back to Normal 20. Rupture 21. The Runaway Dinosaur 22. Invincible 23. The Race of His Life Sezon 3: 1. Flashpoint 2. Paradox 3. Magenta 4. The New Rogues 5. Monster 6. Shade 7. Killer Frost 8. Invasion! 9. The Present 10. Borrowing Problems From the Future 11. Dead or Alive 12. Untouchable 13. Attack on Gorilla City 14. Attack on Central City 15. The Wrath of Savitar 16. Into the Speed Force 17. Duet 18. Abra Kadabra 19. The Once and the Future Flash 20. I Know Who You Are 21. Cause and Effect 22. Infantino Street 23. Finish Line Sezon 4: 1. The Flash Reborn 2. Mixed Signals 3. Luck Be a Lady 4. Elongated Journey Into Night 5. Girls Night Out 6. When Harry Met Harry 7. Therefore I Am 8. Don't Run 9. The Trial of the Flash 10. The Elongated Knight Rises 11. Honey, I Shrunk Team Flash 12. True Colors 13. Enter Flashtime 14. Run Iris, Run 15. Null and Annoyed 16. Lose Yourself 17. Fury Rogue 18. Therefore She Is 19. Harry and the Harrisons 20. Think Fast 21. We Are the Flash Sezon 5: 1. Nora 2. Blocked 3. The Death of Vibe 4. News Flash 5. King Shark vs. Gorilla Grodd 6. Failure is an Orphan 7. Time Bomb 8. Godspeed 9. Snow Pack 10. Gone Rogue 11. The Girl with the Red Lightning 12. Legacy Sezon 6 1. Into the Void 2. The Flash of Lightning 3. Dead Man Running 4. There Will Be Blood 5. Kiss Kiss Breach Breach 6. License to Elongate 7. The Last Temptation of Barry Allen, Part 1 8. The Last Temptation of Barry Allen, Part 2 9. Marathon 10. Love Is A Battlefield 11. Grood Friended Me 12. Death of the Speed Force 13. The Exorcism of Nash Wells |

### Harry Wells
Jest grany przez Toma Cavanagha.
| Wystąpienia: Sezon 2: 1. Flash of Two Worlds 2. Family of Rogues 3. The Fury of Firestorm 4. The Darkness and the Light 5. Enter Zoom 6. Gorilla Warfare 7. Legends of Today 8. Running to Stand Still 9. Potential Energy 10. The Reverse-Flash Returns 11. Fast Lane 12. Welcome to Earth-2 13. Escape From Earth-2 14. King Shark 15. Trajectory 16. Flash Backs 17. Versus Zoom 18. Back to Normal 19. Rupture 20. The Runaway Dinosaur 21. Invincible 22. The Race of His Life Sezon 3: 1. Flashpoint (wspomnienie) 2. Magenta 3. The New Rogues 4. Attack on Gorilla City 5. Attack on Central City 6. Infantino Street 7. Finish Line Sezon 4: 1. Luck Be a Lady 2. Elongated Journey Into Night 3. Girls Night Out 4. When Harry Met Harry 5. Therefore I Am 6. Crisis on Earth-X, Part 3 7. Don't Run 8. The Trial of the Flash 9. The Elongated Knight Rises 10. Honey, I Shrunk Team Flash 11. Subject 9 12. Enter Flashtime 13. Run Iris, Run 14. Null and Annoyed 15. Lose Yourself 16. Fury Rogue 17. Therefore She Is 18. Harry and the Harrisons 19. Think Fast 20. We Are the Flash Sezon 5: 1. What's Past is Prologue (przeszłość) Sezon 6 1. Marathon (hologram) 2. Love Ia A Battlefield (wizja) 3. A Girl Named Sue (wizja) 4. The Exorcism of Nash Wells (wizja) |

### Wally West/Kid Flash
Jest grany przez Keiynana Lonsdale.
| Wystąpienia: Sezon 2: 1. Running to Stand Still 2. Potential Energy 3. The Reverse-Flash Returns 4. Fast Lane 5. Welcome to Earth-2 6. King Shark 7. Trajectory 8. Flash Backs 9. Versus Zoom 10. Back to Normal 11. Rupture 12. The Runaway Dinosaur 13. Invincible 14. The Race of His Life Sezon 3: 1. Flashpoint 2. Paradox 3. Magenta 4. The New Rogues 5. Monster 6. Shade 7. Killer Frost 8. Invasion! 9. The Present 10. Borrowing Problems From the Future 11. Dead or Alive 12. Untouchable 13. Attack on Gorilla City 14. Attack on Central City 15. The Wrath of Savitar 16. Into the Speed Force 17. Duet 18. Abra Kadabra 19. The Once and the Future Flash 20. I Know Who You Are 21. Cause and Effect 22. Infantino Street 23. Finish Line Sezon 4: 1. The Flash Reborn 2. Mixed Signals 3. Luck Be a Lady 4. Therefore I Am 5. We Are the Flash Sezon 5: 1. Nora Sezon 6: 1. Death of the Speed Force |

### Barry Allen/Savitar
Był grany przez Granta Gustina.
| Wystąpienia: Sezon 3: 1. Paradox 2. Magenta (nagranie) 3. Shade 4. Killer Frost 5. The Present 6. Borrowing Problems From the Future 7. Attack on Central City 8. The Wrath of Savitar 9. Into the Speed Force 10. The Once and the Future Flash 11. I Know Who You Are 12. Cause and Effect 13. Infantino Street 14. Finish Line Sezon 5: 1. What's Past is Prologue (przeszłość) |

### Julian Albert/Dr. Alchemy
Jest grany przez Toma Feltona.
| Wystąpienia: Sezon 3: 1. Flashpoint (głos Alchemy) 2. Paradox 3. Magenta 4. Monster 5. Shade 6. Killer Frost 7. The Present 8. Borrowing Problems From the Future 9. Dead or Alive 10. Untouchable 11. Attack on Gorilla City 12. The Wrath of Savitar 13. Into the Speed Force 14. Abra Kadabra 15. The Once and the Future Flash 16. I Know Who You Are 17. Cause and 18. Finish Line |

### HR Wells
Jest grany przez Toma Cavanagha.
| Wystąpienia: Sezon 3: 1. The New Rogues 2. Monster 3. Shade 4. Killer Frost 5. Invasion! 6. The Present 7. Borrowing Problems From the Future 8. Dead or Alive 9. Untouchable 10. Attack on Gorilla City 11. Attack on Central City 12. The Wrath of Savitar 13. Into the Speed Force 14. Duet 15. Abra Kadabra 16. The Once and the Future Flash 17. I Know Who You Are 18. Cause and Effect 19. Infantino Street 20. Finish Line |

### Clifford DeVoe/Thinker
Był grany przez: Neila Sandilandsa, Kendricka Sampsona (jako Dominic Lanse), Sugar Lyn Beard (jako Becky Sharpe), Mirande MacDougall (jako Izzy Bowin), Arturo Del Puerto (jako Edwin Gauss), Hartleya Sawyera (jako Ralph Dibny) oraz Davida Ramseya (jako John Diggle).
| Wystąpienia: Sezon 4: 1. The Flash Reborn 2. Mixed Signals 3. Luck Be a Lady 4. Girls Night Out 5. When Harry Met Harry 6. Therefore I Am 7. Crisis on Earth-X, Part 3 8. Don't Run 9. The Trial of the Flash 10. True Colors 11. Subject 9 12. Null and Annoyed 13. Lose Yourself 14. Fury Rogue 15. Therefore She Is 16. Think Fast 17. We Are the Flash Sezon 5: 1. What's Past is Prologue (przeszłość) |

### Ralph Dibny/Elongated Man
Jest grany przez Hartleya Sawyera.
| Wystąpienia: Sezon 4: 1. Elongated Journey Into Night 2. Girls Night Out 3. When Harry Met Harry 4. Don't Run 5. The Trial of the Flash 6. The Elongated Knight Rises 7. Honey, I Shrunk Team Flash 8. True Colors 9. Subject 9 10. Run Iris, Run 11. Null and Annoyed 12. Lose Yourself 13. Fury Rogue (głos; nagranie) 14. We Are the Flash Sezon 5: 1. Nora 2. Blocked 3. The Death of Vibe 4. News Flash 5. All Doll'd Up 6. The Icicle Cometh 7. What's Past is Prologue 8. Elseworlds, Part 1 9. Seeing Red 10. Memorabilia 11. Goldfaced 12. Cause and XS 13. Time Bomb 14. Godspeed 15. Snow Pack 16. Gone Rogue 17. The Girl with the Red Lightning 18. Legacy Sezon 6 1. Into the Void 2. The Flash of Lightning 3. Dead Man Running 4. There Will Be Blood 5. Kiss Kiss Breach Breach 6. License to Elongate 7. The Last Temptation of Barry Allen, Part 1 8. Crisis on Infinite Earths: Part Three 9. A Girl Named Sue 10. So Long and Goodnight |

### Cecille Horton
Cecille jest prokuratorką współpracująca z policyjnym departamentem w Central City. Po raz pierwszy pojawia się w odcinku Who is Harrison Wells?, gdzie przesłuchuje Eddiego po tym, jak ten został oskarżony o zastrzelenie dwóch policjantów. Po tym jak okazało się, że to Hannibal Bates zastrzelił policjantów, Cecille przyznała, że prawo nie jest gotowe na przestępców z meta-mocami. W odcinku Rogue Air zgłosił się do niej Joe, który poprosił ją o pomoc w przetransportowaniu meta-ludzi do strzeżonej lokalizacji. Ona jednak odrzuciła propozycje, gdyż uważała, że mogą być za to aresztowani.
Cecille powraca w 3 sezonie w odcinku The New Rogues, gdzie współpracuje z Joe i informuje go, że prokuratura nie ma żadnych informacji o Alchemy. Później wraz z Joe odwiedzają Rose Dillon w Iron Heights by zapytać ją o miejsce pobytu jej chłopaka, Sama Scuddera. Później zaprosiła Joego na randkę, ale ten odmówił, gdyż chciał spędzić czas z dziećmi. Dwa tygodnie później, w odcinku Shade poszli na randkę, jednak została przerwana przez meta-człowieka, Shade. Spotkali się także na świątecznym przyjęciu Westów w odcinku The Present. W odcinku Untouchable okazuje się, że ma córkę Joanie. Wkrótce Cecille została porwana przez Killer Frost w odcinku I Know Who You Are. Joe, Barry i Cisco postanowili ją odbić z rąk dawnej przyjaciółki. Po uratowaniu Cecille, Joe powiedział jej, że Barry to Flash, a Wally to Kid Flash. W odcinku Cause and Effect Cecille służyła jako prokurator w sprawie seryjnego podpalacza.
W 4 sezonie Cecille pojawia się dosyć często ze względu na relacje z Joe. Na początku sezonu mówi Joe, że jest z nim w ciąży. Uczestniczy w wieczorze panieńskim Iris, gdzie razem z Iris i Felicity pomagają Caitlin pokonać Amunet Black. Wkrótce zostaje adwokatem Barry'ego, który zostaje oskarżony o zabójstwo Clifforda DeVoe, jednak przegrywają rozprawę i Barry trafia do więzienia. Cecille odkrywa, że potrafi czytać w myślach dzięki swojej ciąży, a Caitlin mówi jej także, że kobieta urodzi wkrótce dziewczynkę. Dzięki swojej telepatii, Cecille odkrywa, że Warden Wolfe nielegalnie przetransportował Barry'ego do więzienia dla meta-ludzi. Kilka tygodni później, kobieta prosi o pomoc Harry'ego w skonstruowaniu urządzenia, które będzie mogło blokować jej moce, gdyż nie potrafi ich kontrolować i czyta sny Joego. Podczas przyjęcia przed narodzinami córki, odwiedza ich tajemnicza dziewczyna, która wręcza im prezent, pieluchy. Wkrótce także Cecille odkrywa, że nie tylko czyta w myślach, ale także potrafi odczytywać emocje innych ludzi, a także sama może czuć to co inni. Dzięki temu ma duży wpływ na pokonanie DeVoe. Dzięki jej mocą, Barry przenosi się do umysłu DeVoe by go pokonać, ale jest także o krok od porodu. Kilka godzin później rodzi córkę, którą nazywają Jenna. 
Cecille rozmawia z Norą o jej rodzicach, gdy dziewczyna wyprowadziła się od nich po kłótni i przeprowadziła do domu Cecille i Joego. Radzi jej by pogodziła się ze swoją matką. Tydzień później wraz z Ralphem stara się odkryć tożsamość Cicady, a dwa miesiące później uczestniczy w rozprawie Weather Witch jako prokurator. Kobieta staje się także celem Cicady w wymazanej przez Norę rzeczywistości. Tak jak cała reszta drużyny Flasha, Cecille jest bardzo zszokowana współpracą Nory z Thawnem, ale wspiera swoją przybraną wnuczkę.
Jest grana przez Danielle Nicolet.
| Wystąpienia: Sezon 1: 1. Who is Harrison Wells? 2. Rogue Air Sezon 3: 1. The New Rogues 2. Shade 3. The Present 4. Dead or Alive 5. Untouchable 6. Abra Kadabra 7. I Know Who You Are 8. Cause and Effect Sezon 4: 1. The Flash Reborn 2. Luck Be a Lady 3. Girls Night Out 4. The Trial of the Flash 5. Honey, I Shrunk Team Flash 6. True Colors 7. Subject 9 8. Therefore She Is 9. Think Fast 10. We Are the Flash Sezon 5: 1. Nora 2. Blocked 3. The Death of Vibe 4. News Flash 5. All Doll'd Up 6. The Icicle Cometh 7. The Flash & the Furious 8. Seeing Red 9. Cause and XS 10. King Shark vs. Gorilla Grodd 11. Failure is an Orphan 12. Time Bomb 13. Godspeed 14. Snow Pack 15. Gone Rogue 16. The Girl with the Red Lightning 17. Legacy Sezon 6 1. Into the Void 2. The Flash of Lightning 3. Dead Man Running 4. There Will Be Blood 5. License to Elongate 6. The Last Temptation of Barry Allen, Part 2 7. Marathon 8. A Girl Named Sue 9. Death of the Speed Force 10. The Exorcism of Nash Wells 11. So Long ansd Goodnight |

### Nora West-Allen/XS
Nora urodziła się przed rokiem 2024. Jest córką Barry'ego i Iris. Odziedziczyła po swoim ojcu moce, ale nie wiedziała o nich, gdyż Iris z pomocą reszty drużyny Flasha wszczepiła jej chip, który miał za zadanie blokować jej moce. Nigdy nie poznała swojego ojca ze względu na jego zniknięcie w kryzysie 2024 roku. Nigdy nawet nie dowiedziała się, że jej ojciec był Flashem. Tak jak Barry została technikiem policyjnym. Była także ogromną fanką Flasha, gdyż rodzina powiedziała jej, że jej ojciec także był fanem Flasha. Już w dzieciństwie wymykała się do muzeum Flasha by dowiedzieć się wielu informacji o ukochanym bohaterze. Przyjaźniła się z dziewczyną o imieniu Lea, która także pracowała dla CCPD. Dziewczyny spotkały speedstera o pseudonimie Godspeed, który wystrzelił w Norę swój piorun. Krótko po tym dziewczyna odkryła swoje moce. Starała się pomagać ludziom jak Flash co na początku niezbyt jej wychodziło. Kiedy Lea powiedziała jej, że chip, który znalazła w ciele Nory blokował jej moce, dziewczyna skonfrontowała się ze swoją matką i pokłóciła się z nią zarzucając jej kłamstwa. Wcześniej także podczas walki z Godspeedem, zły speedster zabił Lee na oczach Nory. Dziewczyna poszukała pomocy u Eobarda Thawne'a, który pomógł jej pokonać Godspeeda. Kiedy Nora odnalazła w Star Labs tajemny pokój, zabrała z niego pierścień Flasha. Dowiedziała się od Gideon, że to jej ojciec był Flashem.
Dziewczyna, która po raz pierwszy pojawiła się w czasie teraźniejszym w kościele na ślubie Barry'ego i Iris w crossoverze Crisis on Earth-X. Rozmawiała wtedy z Barrym i powiedziała, że bardzo się cieszy, że może tam być. Wkrótce dziewczyna powróciła w odcinku The Elongated Knight Rises, gdzie zapłaciła w Jitters rachunek za Ralpha i Cisco. Po ich wyjściu możemy zobaczyć, że dziewczyna coś zapisuje w swoim notesie dokładnie takim pismem jakim Barry posługiwał się po opuszczeniu Speed Force na początku sezonu. Kolejny raz widzimy ją, także w Jitters w odcinku Enter Flashtime, kiedy podczas rozmowy Caitlin i Harry'ego, wylewa na Caitlin napój. 4 raz dziewczyna pojawia się w odcinku Therefore She Is, gdzie podczas przyjęcia Cecile i Joego przynosi im pieluchy. Kiedy widzi Iris, peszy się i ucieka. Okazuje się być sprinterką z błyskawicą w kolorach fioletowym i pomarańczowym. Kiedy w odcinku We Are the Flash, Barry postanawia zniszczyć satelitę, dziewczyna cofa się w czasie o chwilę by mu pomóc. Razem niszczą satelitę. Na przyjęciu z okazji narodzin dziecka Joego i Cecile pojawia się ponownie wyjawiając, że jest Norą, córką Barry'ego i Iris z przyszłości.
Nora wyjawia, że utknęła w przeszłości i zrobiła wielki błąd. Barry uważa, że powinna wrócić do przyszłości, więc chce jej pomóc tam wrócić, jednak coś ich blokuje. Wkrótce Nora mówi Barry'emu, że nie utknęła, tylko użyła negatywnych tachionów żeby zapobiec swojemu powrotowi, gdyż chciała spędzić czas z Barrym, który po zniknięciu w 2024 roku nigdy już nie wrócił. Barry pozwala jej zostać po tym, gdy razem z nią i Wallym powstrzymują Gridlocka. Barry zaczął trenować Norę, która nie robiła większych postępów, jednak słuchając jego rad pokonała złoczyńce o pseudonimie Block, a kilka dni później uratowała życie Cisco przed Cicadą. Kiedy drużyna Flasha spotkała Cicadę po raz pierwszy, Nora wyjawiła im iż w przyszłości nigdy go nie złapali. Wpada na pomysł by zaprosić do drużyny najlepszego detektywa w wieloświecie, Sherloque'a Wellsa, który jest odpowiednikiem Wellsa z ziemi-221. Ten jednak nie ufał Norze i uważał, że ktoś nakłonił ją do powrotu w czasie. 
Nora zafascynowana była Spencer Young, blogerką, która jak się później okazało była w posiadaniu meta-technologii, którą mogła kontrolować ludzi. Nakłoniła ona w ten sposób Norę by zabiła Flasha. Jednak dzięki interwencji Iris, Norze nie udało się. Nora mówi rodzicom, dlaczego nie chce spędzać czasu z Iris. W przyszłości Iris zainstalowała w Norze chip, który blokował jej moce, a o nich dowiedziała się od kogoś innego. Kiedy Barry staje w obronie Iris, Nora przeprowadza się do Cecille i Joego. Dziewczyna godzi się z matką po rozmowie z Cecille i po tym jak zobaczyła, że Iris była w stanie zginąć by uratować Barry'ego. Kilka tygodni później Nora po tym, gdy Barry prawie zginął, mówi mu by przestał być Flashem. Zmienia jednak zdanie, gdy widzi jaki jest potrzebny miastu i kiedy ratuje wielu ludzi przed atakiem Weather Witch. 
By powstrzymać Cicadę, Barry i Nora postanawiają udać się w przeszłość by zebrać potrzebne materiały do stworzenia urządzenia, dzięki któremu będą mogli to uczynić. Nora widzi wiele rzeczy, jak Iris zabijająca Savitara czy rozmowa jej rodziców po tym gdy Zoom zabrał moce Barry'emu. Niestety dziewczyna przyciąga uwagę Zooma, który ściga ją by odebrać jej moce, jednak dzięki Barry'emu dziewczynie udaje się wyjść cało, ale niestety trafiają do złego czasu, a urządzenie zostaje zepsute, więc muszą poprosić o pomoc Eobarda Thawne'a. Barry także mówi Norze, że Thawne zabił jego matkę o czym Nora nie wiedziała. Kiedy urządzenie jest naprawione, Barry i Nora wracają do teraźniejszości by razem z resztą drużyny pokonać Cicadę, który jednak wychodzi z tej walki cało i ucieka. Później możemy zobaczyć, że to Thawne w 2049 roku nakazał Norze powrócić do przyszłości. 
Nora stara się ukrywać przed wszystkimi fakt, że pracuje z Thawnem, nie wiedząc jak drużyna może na to zareagować. Kiedy Cicada łamie kręgosłup Norze, dziewczyna nie czuje swoich nóg przez jakiś czas, gdyż sztylet spowolnił jej regeneracje. Kiedy wraca do siebie postanawia sama udać się do umysłu Grace, gdyż nie chce by na jaw wyszedł jej sekret. Dziewczyna jednak zostaje tam uwięziona, więc Barry i Iris muszą ją ratować. W umyśle Grace, Nora odkrywa, że dziewczynka jest świadoma wszystkiego co się dzieje i sama musi walczyć z Cicadą wykreowaną przez Grace. 
Jest grana przez Jessice Parker Kennedy.
| Wystąpienia: Sezon 4: 1. Elongated Journey Into Night 2. Enter Flashtime 3. Therefore She Is 4. We Are the Flash Sezon 5: 1. Nora 2. Blocked 3. The Death of Vibe 4. News Flash 5. All Doll'd Up 6. The Icicle Cometh 7. O Come, All Ye Thankful 8. What's Past is Prologue 9. The Flash & the Furious 10. Seeing Red 11. Memorabilia 12. Goldfaced 13. Cause and XS 14. King Shark vs. Gorilla Grodd 15. Failure is an Orphan 16. Time Bomb 17. Godspeed 18. Snow Pack 19. Gone Rogue 20. The Girl with the Red Lightning 21. Legacy Sezon 6: 1. Into the Void (nagranie) 2. The Flash of Lightning (wizja) |

### Orlin Dwyer/Cicada
Orlin Dwyer był pracownikiem Szrek Chemicals. Trenował także boks. Pewnego dnia policja przyprowadziła do jego domu jego siostrzenicę, Grace Gibbonss, której rodzice zginęli przez meta-człowieka. Orlin chciał mieć dobry kontakt z Grace, jednak nie udawało mu się zbytnio. Jednakże, gdy podarował siostrzenicy własnoręcznie zrobiony domek dla lalek, dziewczynka zaczęła go szanować. Zabrał ją do lunaparku, gdzie nastąpił wypadek. Satelita Star Labs spowodowała, że dziewczynka zapadła w śpiączkę, a sam Orlin został ranny w klatkę piersiową. 
Jest grany przez Chrisa Kleina.
| Wystąpienia: Sezon 5: 1. Nora 2. Blocked 3. The Death of Vibe 4. News Flash 5. The Icicle Cometh 6. O Come, All Ye Thankful 7. What's Past is Prologue 8. Seeing Red 9. Memorabilia 10. Goldfaced 11. Cause and XS 12. Failure is an Orphan 13. Time Bomb 14. Snow Pack (wizja) 15. Gone Rogue (wizja) 16. The Girl with the Red Lightning (wizja) 17. Legacy (wizja) |

### Sherloque Wells
Sherloque to jeden z najlepszych detektywów w wieloświecie. Pochodzi z Ziemi-221. Nora wpadła na pomysł by ściągnąć go by pomógł im złapać Cicade. Sherloque mówi drużynie, że Cicadą musi być niejaki David Hersh, który jest Cicadą na każdej Ziemi. Kiedy jednak okazuje się, że mężczyzna nie jest poszukiwanym złoczyńcą, Wells orientuje się, że musiały mieć miejsce podróże w czasie. Od początku jest nieco podejrzliwy w stosunku do Nory i uważa, że powrót do przeszłości nie był jej pomysłem i ktoś musiał ją kierować. Zamiast śledztwa w sprawie Cicady, Sherloque rozpoczyna śledztwo w sprawie Nory. Za cel obiera notes Nory, jednak nie potrafi rozszyfrować tajemniczych symboli. Kiedy Nora mówi mu, że sama stworzyła ten kod, Sherloque jej nie wierzy. 
Iris konfrontuje Sherloque'a w sprawie śledztwa, nie wierząc, że jej córka może coś ukrywać. Nora by odciągnąć go od śledztwa, za namową Thawne'a, postanawia zeswatać go z kobietą, którą spotykają w Jitters. Okazuje się, że kobieta jest sobowtórem z Ziemi-1 poprzednich żon Wellsa, i że każda z jego poprzednich żon to ta sama kobieta, tylko z innych Ziem. Norze udaje się na chwilę odciągnąć jego uwagę, jednak tydzień później kiedy Nora przeżywała w kółko ten sam moment tworząc pętle czasu, Wells powrócił do śledztwa. Wkrótce rozszyfrowuje kod i odkrywa, że Nora pracuje z Thawne'em i wyjawia to wszystkim członkom drużyny Flasha. Kiedy jednak wszyscy są źli na Sherloque'a, ten postanawia wrócić do domu, jednak za namową Ralpha zostaje.
Jest grany przez Toma Cavanagha.
| Wystąpienia: Sezon 5: 1. The Death of Vibe 2. News Flash 3. All Doll'd Up 4. The Icicle Cometh 5. O Come, All Ye Thankful 6. What's Past is Prologue 7. Elseworlds, Part 1 8. The Flash & the Furious 9. Seeing Red 10. Memorabilia 11. Goldfaced 12. Cause and XS 13. King Shark vs. Gorilla Grodd 14. Failure is an Orphan 15. Time Bomb 16. Godspeed 17. Snow Pack 18. Gone Rogue 19. The Girl with the Red Lightning 20. Legacy Sezon 6: 1. Grodd Friended Me (wizja) |

### Nash Wells / Pariah
Jest grany przez Toma Cavanagha.
| Wystąpienia: Sezon 6: 1. Dead Man Running 2. There Will Be Blood 3. Kiss Kiss Breach Breach 4. License to Elongate 5. The Last Temptation of Barry Allen, Part 1 6. The Last Temptation of Barry Allen, Part 2 7. Crisis on Infinite Earths: Part Three 8. Marathon 9. Love Is A Battlefield 10. A Girl Named Sue 11. Grood Friended Me 12. Death of the Speed Force 13. The Exorcism of Nash Wells |

### Eva McCulloch
Jest grana przez Efrat Dor.
| Wystąpienia: Sezon 6: 1. A Girl Named Sue 2. Grood Friended Me 3. Death of the Speed Force 4. The Exorcism of Nash Wells |

## Postacie drugoplanowe

### Wprowadzone w sezonie 1

#### Ronnie Raymond/Firestorm
Był grany przez Robbiego Amella.
| Wystąpienia: Sezon 1: 1. Things You Can't Outrun (wspomnienie) 2. Flash vs. Arrow 3. The Man in the Yellow Suit 4. Crazy for You (nagranie) 5. The Nuclear Man 6. Fallout 7. Rogue Air 8. Fast Enough Sezon 2: 1. The Man Who Saved Central City (wizja; wspomnienie) Sezon 3: 1. Flashpoint (wspomnienie) 2. Into the Speed Force (jako Speed Force) Sezon 5: 1. What's Past is Prologue (przeszłość) |

#### Martin Stein/Firestorm
Był grany przez Victora Garbera i Robbie Amella (jako Firestorm).
| Wystąpienia: Sezon 1: 1. Flash vs. Arrow (jako Firestorm) 2. The Man in the Yellow Suit (jako Firestorm) 3. Crazy for You (nagranie) 4. The Nuclear Man (jako Firestorm; retrospekcja) 5. Fallout 6. Rogue Air (jako Firestorm) 7. Fast Enough Sezon 2: 1. The Man Who Saved Central City 2. Flash of Two Worlds 3. Family of Rogues 4. The Fury of Firestorm Sezon 3: 1. Invasion! Sezon 4: 1. Crisis on Earth-X, Part 3 Sezon 5: 1. What's Past is Prologue (przeszłość) |

#### Clarissa Stein
Żona Martina, która szukała go ponad rok odkąd zaginął w dzień wybuchu akceleratora. 

#### Lisa Snart/Golden Glider
Siostra Snarta, która od czasu do czasu pomagała mu w zbrodni. Uwolniła Leonarda i Micka z auta przewożącego ich do więzienia w odcinku Revenge of the Rogues. Później powróciła w odcinku Rogue Time, gdzie w peruce flirtowała z Cisco w klubie. Później zaprosiła go do swojego mieszkania. Okazała się to być jednak pułapka zastawiona przez nią i jej brata. Lisa poprosiła Cisco o zbudowanie jej broni. Cisco stworzył jej działko, które zamienia wszystko w złoto. Lisa kolejny raz pojawiła się w odcinku Rogue Air, gdzie wraz z bratem postanowili pomóc Team Flash w przewiezieniu meta-ludzi z cel w Star Labs na lotnisko Ferris Air. Lisa zdradziła, że posiada prawo jazdy na ciężarówki, więc to ona kierowała nią, a siedział obok niej Cisco. Poprosiła go by wymyślił dla niej ksywkę. Cisco wymyślił dla niej "Golden Glider", co jej się spodobało.

#### Dante Ramon
GRODD
Goryl o wielkiej sile i inteligencji hodowany w Star Labs przez Harrisona Wellsa.

### Wprowadzone w sezonie 2

#### Jesse Wells/Jesse Quick
Jest grana przez Violett Beane.
| Wystąpienia: Sezon 2: 1. The Darkness and the Light 2. Enter Zoom 3. Running to Stand Still 4. Welcome to Earth-2 5. Escape From Earth-2 6. King Shark 7. Trajectory 8. Back to Normal 9. Rupture 10. The Runaway Dinosaur 11. Invincible 12. The Race of His Life Sezon 3: 1. Magenta 2. The New Rogues 3. Untouchable 4. Attack on Gorilla City 5. Attack on Central City 6. The Wrath of Savitar 7. Into the Speed Force Sezon 4: 1. Luck Be a Lady (hologram) 2. Enter Flashtime |

#### Hunter Zolomon/Zoom/Black Flash
Jest grany przez Teddy'ego Searsa.
| Wystąpienia: Sezon 2: 1. The Man Who Saved Central City 2. Flash of Two Worlds 3. Family of Rogues 4. The Darkness and the Light 5. Enter Zoom 6. Gorilla Warfare (wspomnienie) 7. Legends of Today 8. Running to Stand Still 9. Potential Energy 10. The Reverse-Flash Returns 11. Fast Lane 12. Welcome to Earth-2 13. Escape From Earth-2 14. King Shark 15. Trajectory (wizja) 16. Versus Zoom 17. Back to Normal 18. Rupture 19. The Runaway Dinosaur 20. Invincible 21. The Race of His Life Sezon 3: 1. Flashpoint (wspomnienie) 2. Into the Speed Force 3. Cause and Effect (wspomnienie) 4. Finish Line Sezon 5: 1. What's Past is Prologue (przeszłość) |

#### Caitlin Snow/Killer Frost
Odpowiednik Caitlin Snow z Ziemi-2. Niezbyt wiele o niej wiadomo oprócz tego, że miała młodszego brata, Charliego, który umarł, a jej matka była dla niej oschła. W 2013 roku, podczas wybuchu akceleratora cząsteczek nabyła swoje lodowe moce.
Była grana przez Danielle Panabaker.
| Wystąpienia: Sezon 1: 1. Fast Enough (wizja) Sezon 2: 1. Welcome to Earth-2 2. Escape From Earth-2 3. Back to Normal |

### Wprowadzone w sezonie 3

#### Cynthia/Gypsy
Jest grana przez Jessice Camacho.

### Wprowadzone w sezonie 4

#### Marlize DeVoe
Była grana przez Kim Engelbrecht.
| Wystąpienia: Sezon 4: 1. The Flash Reborn 2. Mixed Signals 3. Luck Be a Lady 4. When Harry Met Harry 5. Therefore I Am 6. Don't Run 7. The Trial of the Flash 8. True Colors 9. Null and Annoyed 10. Lose Yourself 11. Fury Rogue 12. Therefore She Is 13. Think Fast 14. We Are the Flash Sezon 5: 1. What's Past is Prologue (wizja) |

## Postacie z innych seriali

### Oliver Queen/Green Arrow
Jest grany przez Stephena Amella.
| Wystąpienia: Sezon 1: 1. Pilot 2. Flash vs. Arrow 3. Rogue Air Sezon 2: 1. Legends of Today Sezon 3: 1. Invasion! Sezon 4: 1. Crisis on Earth-X, Part 3 Sezon 5: 1. Elseworlds, Part 1 |

### Felicity Smoak
Jest grana przez Emily Bett Rickards.
| Wystąpienia: Sezon 1: 1. Going Rogue 2. Flash vs. Arrow 3. All Star Team Up Sezon 2: 1. Legends of Today Sezon 3: 1. Paradox 2. Invasion! Sezon 4: 1. Girls Night Out 2. Crisis on Earth-X, Part 3 |

### John Diggle/Spartan
Jest grany przez Davida Ramseya.
| Wystąpienia: Sezon 1: 1. Flash vs. Arrow Sezon 2: 1. Legends of Today 2. King Shark Sezon 3: 1. Invasion! Sezon 4: 1. Think Fast Sezon 5: 1. Elseworlds, Part 1 |

### Lyla Michaels
Jest grana przez Audrey Marie Anderson.
Wystąpienia:

Sezon 2:
1. King Shark

Sezon 3:
1. Invasion!
2. Infantino Street

Sezon 5:
1. King Shark vs. Gorilla Grodd

### Sara Lance/White Canary
Wystąpienia
Sezon 1:
1. Fast Enough (wizja)

Sezon 3:
1. Invasion!

Sezon 4:
1. Crisis on Earth-X, Part 3

### Ray Palmer/Atom
Wystąpienia
Sezon 1:
1. All Star Team Up

Sezon 3:
1. Invasion!

### Clark Kent/Superman
Wystąpienia
Sezon 5:
1. Elseworlds, Part 1

### Barry Allen/Flash
Jest grany przez Johna Wesley Shippa.
Wystąpienia
Sezon 2:
1. Welcome to Earth-2 (wizja)

Sezon 5:
1. What's Past is Prologue
2. Elseworlds, Part 1

## Postacie z innych Ziemi

### Barry Allen
Odpowiednik Barry'ego z Ziemi-2. 
Był grany przez Granta Gustina.

### Ronnie Raymond/Deathstorm
Był grany przez Robbie Amella.

### Francisco Ramon/Reverb
Był grany przez Carlosa Valdesa.

### Laurel Lance/Black Siren
Odpowiedniczka Laurel Lance z Ziemi-2. Pojawia się w odcinku Invincible, gdzie jest członkiem armii Zooma. Była jedną z jego najpotężniejszych sprzymierzeńców. Laurel jest meta-człowiekiem. Używając swojej mocy jaką jest soniczny krzyk spowodowała, że Mercury Labs się zawaliło.
Jest grana przez Katie Cassidy.

### The Trickster
Odpowiednik Trickstera z Ziemi-3. Pojawia się w odcinku The Present, gdzie z 

### Sturmbannführer
Odpowiednik Quentina Lance'a z Ziemi-X. Pojawia się w odcinku Crisis on Earth-X, Part 3.

### Oliver Queen/Dark Arrow
Odpowiednik Olivera z Ziemi-X. Pojawia się w odcinku Crisis on Earth-X, Part 3. Był ostatnim wodzem nowej rzeszy na Ziemi-X. Był mężem Kary ze swojej Ziemi. Oprócz Kary sprzymierzył się niegdyś z Eobardem, z którym napadli na Ziemie-1. Dark Arrow tak samo jak Green Arrow był profesjonalnym łucznikiem. 
Był grany przez Stephena Amella.

### Kara/Overgirl
Odpowiedniczka Kary z Ziemi-X. Pojawia się w odcinku Crisis on Earth-X, Part 3. 
Była grana przez Melisse Benoist.

### Felicity Smoak
Odpowiedniczka Felicity z Ziemi-X. Pojawia się w odcinku Crisis on Earth-X, Part 3.
Była grana przez Emili Bett Rickards.

### Laurel Lance/Siren-X
Odpowiedniczka Laurel Lance z Ziemi-X. Pojawia się w odcinku Fury Rogue, gdzie na Ziemi-X walczyła z Leo Snartem. Tak samo jak jej odpowiedniczka z Ziemi-2 jest meta-człowiekiem o takich samych mocach jak ona, a nawet potężniejszych. Jest ostatnią pozostałą członkinią z armii. Przeszła na Ziemie-1 przez portal Cisco. Postanowiła pomścić swoich sojuszników, więc porwała Joe i Caitlin, a także Neila Bormana. Postanowiła użyć go by zniszczyć miasto. Została pokonana przez Flasha i zamknięta w celi w Star Labs.
Była grana przez Katie Cassidy.